# 山口順子
山口 順子（やまぐち じゅんこ）は、日本の医学者、医師。専門は救急医学・集中治療医学・災害医学・社会医学。学位は、博士（医学）。
日本大学医学部救急医学系救急集中治療医学分野准教授、日本大学医学部附属板橋病院救命救急センター科長。

## 人物
日本大学医学部卒業後、日本大学医学部附属板橋病院の救命救急センターを担当している救命救急科（後に救命救急科から救命救急センターに改称）に勤務。救急医学系救急集中治療医学分野の医局長を経て、2019年3月11日に博士（医学）を取得し、准教授に就任した。2017年現在で女性における日本救急医学会指導医うち14人の1人。

## 略歴
- 2000年3月 - 日本大学医学部卒業[1]
- 2000年4月 - 日本大学医学部附属板橋病院初期臨床研修医[1]
- 2002年4月 - 日本大学医学部救急医学講座専修医、日本大学医学部附属板橋病院救命救急科[1]
- 2004年4月 - 国立病院機構災害医療センター救命救急科レジデント[1]
- 2005年10月 - 日本大学医学部救急医学講座専修医、日本大学医学部附属板橋病院救命救急科[1]
- 2007年7月 - 公立阿伎留医療センター救急科医長[1]
- 2008年3月 - 日本大学医学部救急医学系救急集中治療医学分野専修医、日本大学医学部附属板橋病院救命救急センター[1]
- 2009年4月 - 日本大学医学部救急医学系救急集中治療医学分野助教、日本大学医学部附属板橋病院救命救急センター[1]
- 2018年4月 - 日本大学医学部救急医学系救急集中治療医学分野専修指導医、日本大学医学部附属板橋病院救命救急センター[1]
- 2019年5月 - 日本大学医学部救急医学系救急集中治療医学分野准教授、日本大学医学部附属板橋病院救命救急センター科長・救急担当医長[1]